# Tetramer

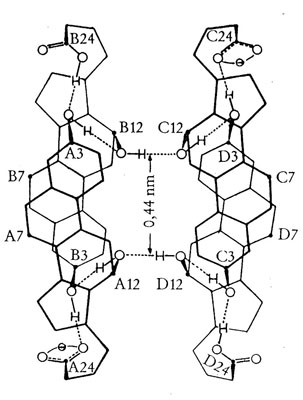
Tetramer kyseliny deoxycholové

Tetramer v biologii a chemii označuje molekulu složenou ze čtyř menších podjednotek (monomerů), navzájem kovalentně vázaných, nebo i čtveřici molekul vázaných slabšími mezimolekulárními interakcemi (iontovou vazbou, vodíkovými můstky nebo van der Waalsovými silami). Tetramery jsou speciálním případem oligomerů. Jsou-li podjednotky tetrameru identické, nazývá se homotetramerem.